# كورت كيوكيندل
كورت كيوكيندل (بالإنجليزية: Kurt Kuykendall) هو لاعب كرة قدم أمريكي، ولد في 30 أكتوبر 1952 في شيكاغو في الولايات المتحدة. لعب مع نيويورك كوسموس.